# 伊日·诺沃提尼 (足球运动员)
伊日·诺沃提尼（捷克語：Jiří Novotný，1970年4月7日—），捷克前男子足球运动员，场上位置是中场。他曾代表捷克国家队参加2000年欧洲足球锦标赛，结果队伍止步小组赛阶段。